# Aleksander Ligaszewski
Aleksander Ligaszewski (ur. 27 lutego 1899 w Warszawie, zm. 22 września 1987 we Wrocławiu) – nauczyciel, wykładowca Państwowego Instytutu Robót Ręcznych w Warszawie i Bielsku-Białej, konstruktor przyrządów i pomocy dydaktycznych, popularyzator wychowania technicznego.

## Życiorys
W 1915 ukończył Szkołę Rzemieślniczą im. Karola Szlenkiera w Warszawie, przy ul. Górczewskiej 8. Następnie podjął naukę na Rocznym Kursie dla Nauczycieli Robót Ręcznych, zorganizowanym przez inż. Władysława Przanowskiego i uzyskał prawo nauczania prac ręcznych w szkołach. Uczył prac ręcznych początkowo w szkole przemysłowej dla dzieci pracowników tramwajowych w Warszawie, a następnie w warszawskich gimnazjach prywatnych: Gimnazjum Wojciecha Górskiego w Warszawie i Tadeusza Czackiego. 
W 1920 brał udział jako ochotnik w wojnie polsko-bolszewickiej w plutonie sanitarnym, dostawszy się do niewoli, zdołał uciec z kolumny jeńców. W 1922 dokończył edukcję gimnazjalną w Państwowym Gimnazjum im. Księcia Józefa Poniatowskiego w Warszawie. W latach 1922–1926 studiował architekturę na Politechnice Warszawskiej, po zakończeniu których (choć nie przystąpił do egzaminu końcowego) odbył przeszkolenie wojskowe w Szkole Podchorążych Rezerwy Łączności w Zegrzu k. Warszawy. W latach 1927–1930 studiował fizykę na Uniwersytecie Warszawskim. Od 1920 przez 15 lat uczył prac ręcznych w Państwowym Gimnazjum im. Stefana Batorego w Warszawie, gdzie zorganizował wzorcową pracownię robót ręcznych, najpierw w budynku przy ul. Kapucyńskiej 21, a następnie przy ul. Myśliwieckiej 6. Zaprojektował także podobną pracownię dla Gimnazjum i Liceum im. Sułkowskich w Rydzynie. Pracując w Państwowym Gimnazjum im. Stefana Batorego uczestniczył w eksperymencie pedagogicznym, polegającym na korelacji nauczania prac ręcznych z fizyką, chemią, przyrodą i geografią. Swoje doświadczenia dydaktyczne przedstawił w kilku artykułach na łamach czasopism: „Roboty Ręczne”, „Praca Ręczna w Szkole".
W latach 1935–1939 był wykładowcą w kierowanym przez inż. Władysława Przanowskiego Państwowym Instytucie Robót Ręcznych (PIRR) w Warszawie, kształcącym nauczycieli prac ręcznych. Prowadził w PIRR zajęcia z geometrii wykreślnej i rysunku technicznego, urządził pracownię elektrotechniczną. Należał do Towarzystwa Miłośników Robót Ręcznych, wchodził w skład władz statutowych Towarzystwa, na V Zjeździe w 1938 wybrany został członkiem Zarządu Towarzystwa.
W okresie dwudziestolecia międzywojennego Ligaszewski brał udział w pracach Wydziału Programowego Ministerstwa Wyznań Religijnych i Oświecenia Publicznego, był też członkiem i recenzentem Komisji Oceny Książek i Pomocy Naukowych działającej przy Ministerstwie. Sam będąc konstruktorem urządzeń, zarejestrował w 1933 wzór użytkowy na przyrząd kreślarski do wykreślania i analizy krzywych matematycznych w sposób ciągły.
W 1924 był dyrektorem technicznym Międzynarodowego Kongresu Nauczycieli Szkół Średnich i Wyższych w Warszawie, w 1925 projektantem i dyrektorem technicznym Wystawy Szkolnictwa Polskiego na Międzynarodowej Wystawie Dydaktycznej we Florencji we Włoszech, brał udział w Pierwszej Wystawie Radiowej w Warszawie (1926), zaprojektował wystawę szpitalnictwa warszawskiego, stanowiącej fragment wystawy Warszawa wczoraj, dziś i jutro (1938). 
W 1939 jako oficer rezerwy został zmobilizowany i brał udział w wojnie obronnej. We wrześniu 1939 wraz z wojskiem został ewakuowany do Rumunii i tam internowany. W 1940 uciekł z obozu jenieckiego i przedostał się do Francji, gdzie ukończył kurs inżynierski dla oficerów łączności. We Francji już w stopniu porucznika, służył w lotnictwie, organizował szkołę podchorążych łączności lotniczej. Po ewakuowaniu w 1940 z Francji do Wielkiej Brytanii, został wykładowcą elektrotechniki w szkole podchorążych i oficerów w Centrum Wyszkolenia Łączności w Szkocji. Od 1941 do końca wojny dobrowolnie opodatkował się z gaży oficerskiej na rzecz funduszu walki z okupantem w kraju. W latach 1945–1946 uczył elektrotechniki na kursach dla elektromonterów.
Po powrocie do Polski, pracował od 1947 w Państwowym Instytucie Robót Ręcznych dla Nauczycieli im. Władysława Przanowskiego, z siedzibą w Bielsku-Białej, był wykładowcą elektrotechniki. 
Ligaszewski brał udział w pracach Wydziału Pomocy Naukowych Ministerstwa Oświaty oraz Komisji Doradczej Fizyki przy Państwowych Zakładach Pomocy Naukowych w Warszawie. W 1949 uzyskał patent na przyrząd pomiarowy – dialatometr. W tym czasie wykładał także na Wyższym Kursie Nauczycielskim. W latach 1949–1950 zaprojektował i zorganizował Wystawę Szkolnictwa Polskiego w Czechosłowacji. 
Po likwidacji w 1950 r. przez władze komunistyczne Państwowego Instytutu Robót Ręcznych, został nauczycielem elektrotechniki w Technikum Mechaniczno-Elektrycznym w Bielsku-Białej, w którym przepracował 20 lat. W 1969 został powołany w skład Komisji Programów i Podręczników przy Ministerstwie Oświaty i Szkolnictwa Wyższego w zakresie wychowania technicznego. 
Po przejściu na emeryturę w 1970 przeniósł się do Wrocławia. Zajmował się generatorami prądu stałego i w 1983 uzyskał patent na bezstykowy generator samowzbudny prądu stałego z wirującymi magneśnicami.
Był mężem Jadwigi z Kossowskich (1902–1964).
Pochowany na cmentarzu Parafii Katedralnej św. Mikołaja w Bielsku-Białej (sektor 19-1-22).

## Ordery i odznaczenia
- Krzyż Kawalerski Orderu Odrodzenia Polski (1958)
- Srebrny Krzyż Zasługi (13 września 1926)[5]
- Medal 10-lecia Polski Ludowej (1955)
- Croix des Combattants Volontaires (Francja)